# Argentyńczycy
Argentyńczycy – młody naród pochodzenia głównie europejskiego 
(włoskiego, galisyjskiego, hiszpańskiego, niemieckiego, polskiego, ukraińskiego i portugalskiego). Resztę stanowią Metysi oraz Indianie (150 tys.). Językiem ojczystym współczesnych Argentyńczyków jest hiszpański odziedziczony po byłych kolonizatorach tych ziem. Argentyńczyków jest ok. 40,5 mln (2009). Dominującym wśród nich wyznaniem jest katolicyzm (92%).
Około 55% społeczeństwa argentyńskiego jest pochodzenia hiszpańskiego, 15% pochodzenia galisyjskiego, 10% włoskiego. Duży procent tych osób pochodzi z rodzin włosko-hiszpańskich, włosko-galisyjskich i galisyjsko-hiszpańskich. Około 9% jest pochodzenia arabskiego, a drugie 9% baskijskiego. Resztę społeczeństwa stanowią Indianie, osoby pochodzenia ukraińskiego, polskiego, portugalskiego itd.

## Sławni Argentyńczycy pochodzenia włoskiego
- Carlos Pellegrini
- Jorge Luis Borges
- Astor Piazzolla
- Gabriel Batistuta
- Julio Cortázar
- Emanuel Ginóbili
- Gabriela Sabatini
- Franciszek (papież)
- Lionel Messi
- Libertad Lamarque
- Bernardo Houssay
- Carlos Gardel
- Diego Maradona
- Luis Federico Leloir
- Javier Mascherano
- Javier Zanetti

## Sławni Argentyńczycy pochodzenia galisyjskiego i hiszpańskiego
- José de San Martín
- Manuel Belgrano
- Isabel Perón
- Raúl Alfonsín

## Sławni Argentyńczycy pochodzenia baskijskiego
- Ernesto Guevara
- Hipólito Yrigoyen
- Eva Perón
- Máxima Zorreguieta